# Majken Thorup
Majken Thorup est une nageuse danoise née le 1er mai 1979.
Aux Championnats d'Europe de natation 2004, elle obtient une médaille de bronze sur 50 mètres brasse.
Elle est membre de l'équipe du Danemark aux Jeux olympiques d'été de 2004 à Athènes, prenant part aux 100 et 200 mètres brasse et au relais 4x100 mètres quatre nages ; elle est dans les trois cas éliminée en séries.